# حسام‌آباد (شوشتر)
حسام‌آباد (شوشتر)، روستایی از توابع بخش مرکزی شهرستان شوشتر در استان خوزستان ایران است.

## لغت نامه
( حسام آباد ) حسام آباد. [ ح ِ ] ( اِخ ) دهی است جزء دهستان بزینه رود بخش قیدار شهرستان زنجان در 36000 گزی جنوب باختر قیدار و 12000 گزی راه مالرو عمومی. کوهستانی و سردسیر است. 600 تن سکنه شیعه ترک زبان دارد. آب آن از چشمه و محصول آنجا غلات ، انگور، جالیزکاری و شغل اهالی زراعت ، قالیچه ، گلیم و جاجیم بافی است. ( از فرهنگ جغرافیائی ایران ج 2 ).
حسام آباد.[ ح ِ ] ( اِخ ) قریه ای است در دو فرسنگ و نیمی جنوب دشتک از بناهای سلطان مرادمیرزای حسام السلطنه. و در سال هزار و دویست و هشتاد و سه ( 1283 هَ. ق. ) حسام السلطنه در آنجا قلعه ای احداث کرد. (فارسنامه ناصری ).
حسام آباد. [ ح ِ ] ( اِخ ) دهی است از دهستان میان بخش مرکزی شهرستان شوشتر در 13هزارگزی جنوب خاوری شوشتر و 5هزارگزی خاوری راه تابستانی شوشتر به بندقیر کنار باختری رود گرگر. دشت وگرمسیر است و 200 تن سکنه شیعه فارسی و عربی زبان دارد. آب آن از رودخانه کارون و محصول آنجا غلات ، برنج ، صیفی ، کنجد و شغل اهالی زراعت است. ساکنین از طایفه عرب میباشند. ( از فرهنگ جغرافیائی ایران ج 6 ).

## جمعیت
این روستا در دهستان میان‌آب (شوشتر) شمالی قرار دارد و براساس سرشماری مرکز آمار ایران در سال ۱۳۸۵، جمعیت آن ۴۲۰ نفر (۹۶خانوار) بوده‌است.